# Список церквей Эстонии
На территории Эстонии расположено более 350 церквей. Большинство церквей являются памятниками архитектуры, многие имеют иконы, фрески и церковную утварь, внесённую в Государственный регистр памятников культуры Эстонии.
Ниже приведён список храмов и церквей, привязанный к их географическому расположению.

## Эстонская Православная Церковь Московского патриархата
Приходы Эстонской Православной Церкви МП
Таллиннская епархия
- Храм св. блаж. Ксении Петербургской — Азери
- Храм Владимирской иконы Божией Матери (2001) — Валга
- Храм Иоанна Предтечи — Вильянди
- Церковь Великомученицы Екатерины — Выру
- Храм Богоявления Господня (1895) — Йыхви
- Храм Покрова Пресвятой Богородицы — Кивиыли
- Храм Преображения Господня (1938) — Кохтла-Ярве
- Храм св. прав. Иоанна Кронштадтского — Локса
- Храм Архангела Михаила (1998) — Маарду
- Храм великомученика Пантелеимона (церковь Пантелеимона Целителя, 2003) — Палдиски
- Храм преподобного Сергия Радонежского (2015) — Палдиски
- Храм вмц. Екатерины (1769) — Пярну
- Храм Рождества Пресвятой Богородицы (1839) — Раквере
- Храм Казанской иконы Божией Матери (1990) — Силламяэ
- Кафедральный собор Святого благоверного княза Александра Невского (1900) — Таллин
- Храм Рождества Пресвятой Богородицы (Казанская церковь) (1721) — Таллин
- Храм свт. Николая (1827) — Таллин
- Храм свт. Николая (в Копли) (1936) — Таллин
- Храм Иоанна Предтечи (1923) — Таллин
- Храм во имя иконы Божией Матери «Всех Скорбящих Радость» — Таллин
- Храм во имя иконы Божией Матери «Скоропослушница» — Таллин
- Храм Иоанна Предтечи (1904) — Тапа
- Храм вмч. Георгия Победоносца (1870, восстановлен в 1945) — Тарту
- Храм Святой Троицы (1910) — Тюри
- Храм св. благ. кн. Александра Невского (1897) — Хаапсалу

Нарвская и Причудская епархия
- Храм Рождества Пресвятой Богородицы (1889) — Алайыэ
- Церковь пророка Илии et:Antsla-Kraavi Prohvet Eelija kirik — Краави
- Храм Богоявления Господня (1898) — Лохусуу
- Храм свт. Николая (1864) — Муствеэ
- Собор Воскресения Христова (1896) — Нарва
- Храм Нарвской иконы Божией Матери (2003) — Нарва
- Храм свв.равноап. Кирилла и Мефодия (1993) — Нарва
- Храм св. кн. Владимира (1868, до 1948 находился в Мерекюла) — Нарва-Йыэсуу
- Домовый храм св. кн. Владимира — Нарва-Йыэсуу
- Храм Покрова Пресвятой Богородицы (1828) — Нина (Nina, Alatskivi vald, Tartumaa)
- Храм свт. Николая (1904, восстановлен в 1991) — Яама (Jaama, Illuka vald, Ida-Virumaa)

### Разрушенные
- Нарвский Спасо-Преображенский собор — Нарва
- Церковь Святого Равноапостольного князя Владимира — Нарва
- Церковь во имя Святого Александра Невского на территории Нарвского замка — Нарва
- Часовня Николая Чудотворца — Нарва
- Часовня императора Александра II — Нарва
- Предел святого Николая Угодника — Нарва
- Православная церковь в Мерикюла
- Церковь святого равноапостольного Владимира — Нарва-Йыэсуу
- Старая церковь Казанской иконы Божьей матери — Силламяэ
- Церковь подворья Пюхтицкого монастыря — Таллин
- Церковь на кладбище Копли — Таллин
- Часовня на бывшей рыночной площади Виру — Таллин
- Часовня на привокзальной площади у ж/д вокзала — Таллин
- Церковь на кладбище Сисселинна (Невское) — Таллин
- Православная церковь в Тюри
- Старый староверческий храм в Муствеэ
- Староверческий храм на острове Пийриссаар
- Православная церковь на острове Пийриссаар (утоплена)

## Эстонская евангелическо-лютеранская церковь
Так как большинство лютеранских кирх имеют помимо географического именования названия с именем святого, в честь которого они построены, при переводе приоритет в основном отдавался географическому названия (тот же принцип использован в статьях в эстонской википедии). Если же в населённом пункте несколько церквей, тогда указывается имя святого патрона, а в скобках — населённый пункт.

- Церковь Авинурме et:Avinurme kirik — Авинурме
- Церковь Алатскиви et:Alatskivi kirik — Алатскиви
- Церковь Амблра et:Ambla kirik — Амбла
- Церковь Анна et:Anna kirik — Анна (Эстония)
- Церковь Ансекюла et:Anseküla Maarja kirik — Ансекюла разрушена
- Церковь Аудру et:Audru kirik — Аудру
- Церковь Аэгвийду et:Aegviidu kirik — Аэгвийду
- Церковь Вахасту et:Vahastu kirik — Вахасту
- Часовня Вайнупеа et:Vainupea kabel — Вайнупеа
- Яановская церковь (Валга) et:Valga Jaani kirik — Валга
- Церковь Вальяла et:Valjala kirik — Вальяла
- Церковь Вара et:Vara kirik — Куузику
- Церковь Варбла et:Varbla kirik — Варбла
- Церковь Вастселийна et:Vastseliina kirik — Кюлаору
- Церковь Вигала et:Vigala kirik — Киви-Вигала
- Церковь Святого Иакова (Виймси) et:Viimsi Püha Jaakobi kirik — Виймси
- Яановская церковь (Вильянди) et:Viljandi Jaani kirik — Вильянди
- Церковь Святого Павла et:Viljandi Pauluse kirik — Вильянди
- Церковь Виру-Нигула et:Viru-Nigula kirik — Виру-Нигула
- Церковь Виру-Яагупи et:Viru-Jaagupi kirik — Виру-Яагупи
- Церковь Вормси et:Vormsi kirik — Хулло
- Церковь Вынну et:Võnnu kirik — Вынну
- Выруская Екатерининская церковь et:Võru Katariina kirik — Выру
- Церковь Вяйке-Маарья et:Väike-Maarja kirik — Вяйке-Маарья
- Церковь Вяндра et: Vändra kirik — Вяндра
- Церковь Ийзаку et:Iisaku kirik — Ийзаку
- Церковь Иллука et:Illuka kirik — Куремяэ
- Часовня Илумяэ et:Ilumäe kabel — Илумяэ
- Церковь Йыэляхтме et:Jõelähtme kirik — Йыэляхтме
- Церковь Йыхви et:Jõhvi kirik — Йыхви
- Церковь Ярва-Мадизе et:Järva-Madise kirik — Ярва-Мадизе
- Церковь Святого Петра (Ярвамаа) et:Järva-Peetri kirik — Пеэтри (Ярвамаа)
- Кирха Святого Михаила — Нарва — разрушена
- Церковь Каарли — Таллин
- Церковь Каарма et:Kaarma kirik — Каарма
- Церковь Кадрина et:Kadrina kirik — Кадрина
- Церковь Камбья et:Kambja kirik — Камбья
- Церковь Канепи etKanepi kirik — Канепи
- Церковь Карья et:Karja kirik — Карья
- Церковь Каркси et:Karksi kirik — Каркси-Нуйа
- Церковь Карула et:Karula uus Maarja kirik — Люллемяэ
- Церковь Карузе et:Karuse kirik — Кинкси
- Часовня Кассари — Эсикюла
- Церковь Кейла et:Keila kirik — Кейла
- Церковь Кихелконна et:Kihelkonna kirik — Кихелконна
- Церковь Кирбла et:Kirbla kirik — Кирбла
- Петровская церковь (Кивиыли) — Кивиыли (разрушена)
- Церковь Коэру et:Koeru kirik — Коэру
- Церковь Кодевере et:Kodavere kirik — Кодавере
- Церковь Колга-Яани et:Kolga-Jaani kirik — Колга-Яани
- Церковь Козе et:Kose Püha Nikolause kirik — Козе
- Церковь Кулламаа et:Kullamaa kirik — Кулламаа
- Церковь Кунда et:Kunda kirik — Кунда
- Церковь Курессааре et:Kuressaare Laurentiuse kirik — Курессааре
- Церковь Курси et:Kursi kirik — Курси
- Церковь Куусалу et:Kuusalu Laurentsiuse kirik — Куусалу
- Церковь Кыпу et:Kõpu kirik — Кыпу
- Церковь Кяйна et:Käina kirik — Кяйна
- Церковь Кяру et:Käru kirik — Кяру
- Церковь Кярдла et:Kärdla kirik — Кярдла
- Церковь Кярла et:Kärla kirik — Кярла
- Церковь Кясму et:Käsmu kirik — Кясму
- Церковь Лаатре et:Laatre Laurentsiuse kirik — Лаатре
- Церковь Лайузе et:Laiuse kirik — Лайузе
- Церковь Святого Петра (Леллапере) et:Kehtna Peetri kirik — Леллапере
- Церковь Леэзи et:Leesi kirik — Леэзи
- Церковь Лихула et:Lihula kirik — Лихула
- Церковь Лохусуу et:Lohusuu kirik — Лохусуу
- Церковь Ляэне-Нигула et:Lääne-Nigula kirik — Нигула (Ляэнемаа)
- Церковь Люганузе et:Lüganuse kirik — Люганузе
- Церковь Маарья-Магдалеэна et:Maarja-Magdaleena kirik — Маарья-Магдалеэна
- Церковь Мартна et:Martna kirik — Мартна
- Церковь Мехикоорма et:Mehikoorma kirik — Мехикоорма
- Церковь Михкли et:Mihkli kirik — Михкли
- Церковь Муху et:Muhu Katariina kirik — Муху
- Церковь Мустъяла et:Mustjala kirik — Мустъяла
- Церковь Муствеэ et:Mustvee kirik — Муствеэ
- Церковь Марии Магдалины (Мыйзакюла) et:Mõisaküla Maarja-Magdaleena kirik — Мыйзакюла
- Церковь Мянспе et:Mänspe kirik — Мянспе
- Церковь Мярьямаа et:Märjamaa kirik — Мярьямаа
- Александровская лютеранская церковь — Нарва
- Церковь Нисси et:Nissi kirik — Нисси
- Церковь Ноароотси et:Noarootsi kirik — Ноароотси
- Церковь Мира (Нымме) et:Nõmme Rahu kirik — Нымме
- Немецкая церковь Церковь Христа Спасителя (Нымме) et:Nõmme Saksa Lunastaja kirik — Таллин (Нымме)
- Церковь Ныо et:Nõo Püha Laurentsiuse kirik — Ныо
- Церковь Ныва et:Nõva kirik — Ныва
- Церковь Отепя et:Otepää kirik — Отепя
- Церковь Пайде et:Paide kirik — Пайде
- Церковь Пайсту et:Paistu kirik — Пайсту
- Церковь Паламузе et:Palamuse kirik — Паламузе
- Николаевская церковь (Палдиски) et:Paldiski Nikolai kirik — Палдиски
- Церковь Пёйде et:Pöide Maarja kirik — Пёйде
- Церковь Пийрсалу et:Piirsalu kirik — Пийрсалу
- Церковь Пилиствере et:Pilistvere kirik — Пилиствере
- Церковь Пинди et:Pindi kirik — Пинди
- Церковь Прангли et:Prangli Laurentsiuse kirik — Прангли
- Церковь Пухья et:Puhja kirik — Пухья
- Церковь Святого Николая (Пылтсамаа) et:Põltsamaa kirik — Пылтсамаа
- Церковь Пылва et:Põlva kirik — Пылва
- Церковь Пюха et:Püha kirik — Пюха
- Церковь Пюхайыэ et:Pühajõe kirik — Пюхайыэ
- Церковь Пюхалепа et:Pühalepa Laurentiuse kirik — Пюхалепа
- Церковь Пярну-Яагупи et:Pärnu-Jaagupi kirik — Пярну-Яагупи
- Церковь Святой Троицы (Раквере) et:Rakvere Kolmainu kirik — Раквере
- Церковь Рандвере et:Randvere kirik — Рандвере
- Церковь Раннамыйса et:Rannamõisa kirik — Раннамыйза
- Церковь Рапла et:Rapla kirik — Рапла
- Церковь Ранну et:Rannu kirik — Неэмискюла
- Церковь Рейги et:Reigi kirik — Пихла
- Церковь Ридала et:Ridala kirik — Колила
- Церковь Харью-Ристи — Харью-Ристи
- Церковь Святой Марии Магдалины (Рухну) et:Ruhnu puukirik — Рухну (деревянная церковь)
- Церковь Рухну et:Ruhnu uus kirik — Рухну (новая церковь)
- Церковь Руусмяэ et:Ruusmäe kirik — Руусмяэ
- Церковь Рынгу et:Rõngu Mihkli kirik — Рынгу
- Церковь Рыуге et:Rõuge kirik — Рыуге
- Церковь Ряпина et:Räpina kirik — Ряпина
- Церковь Саарде et:Saarde kirik — Саарде
- Яановская церковь (Сааремаа) et:Saaremaa Jaani kirik — Яани (Сааремаа)
- Церковь Сангасте et:Sangaste kirik — Сангасте
- Церковь Симуна et:Simuna kirik — Симуна
- Церковь Сууре-Яани et:Suure-Jaani kirik — Сууре-Яани
- Часовня Сутлепа — Сутлепа (перенесена в Музей под открытым небом в Таллине)
- Церковь Таагепера et:Taagepera Jaani kirik — Таагепера
- Церковь Тахкуранна et:Tahkuranna kirik — Тахкуранна
- Яановская церковь (Таллин) — Таллин
- Домский собор (Таллин) — Таллин
- Церковь Святого Михаила (разрушена в 1944 году) — Нарва
- Церковь Пеэтели (Таллин) et:Tallinna Peeteli kirik — Таллин
- Церковь Святого Духа (Таллин) — Таллин
- Шведская церковь Святого Михаила (Таллин) — Таллин
- Церковь Тамсалу et:Tamsalu Lunastaja kirik — Тамсалу
- Церковь Святого Иакова (Тапа) et:Tapa Jakobi kirik — Тапа
- Домский собор (Тарту) — Тарту (в руинах)
- Тартуская Яановская церковь — Тарту
- Церковь Святой Марии (Тарту) — Тарту
- Церковь Святого Павла (Тарту) et:Tartu Pauluse kirik — Тарту
- Церковь Святого Петра (Тарту) — Тарту
- Церковь Тарвасту et:Tarvastu Peetri kirik — Тарвасту
- Молитвенный дом Тийриметса et:Tiirimetsa palvemaja — Тийриметса
- Церковь Тори et:Tori kirik — Тори
- Церковь Торма et:Torma kirik — Ванамыйза
- Лютеранская церковь Треймани et:Treimani luteri kirik — Треймани
- Церковь Туду et:Tudu kirik — Туду
- Церковь Тудулинна et:Tudulinna kirik — Тудулинна
- Церковь Тырва et:Tõrva kirik — Тырва (изначально православная)
- Церковь Тыстамаа et:Tõstamaa kirik — Тыстамаа
- Церковь Святого Мартина (Тюри) et:Türi kirik — Тюри
- Церковь Урвасте et:Urvaste kirik — Урвасте
- Церковь Святого Иоанна (Хаапсалу) et:Haapsalu Jaani kirik — Хаапсалу
- Церковь Марии Магдалины (Хаапсалу) et:Haapsalu Maria-Magdaleena kirik — Хаапсалу
- Хаапсалуская методистская церковь et:Haapsalu metodisti kirik — Хаапсалу
- Церковь Хагери et:Hageri kirik — Хагери
- Церковь Святого Маврикия (Хальяла) et:Haljala Püha Mauritiuse kirik — Хальяла
- Церковь Халлисте et:Halliste kirik — Халисте
- Церковь Ханила et:Hanila kirik — Ханила
- Церковь Харгла et:Hargla kirik — Харгла
- Харью-Яаниская церковь Иоанна Крестителя et:Harju-Jaani Ristija Johannese kirik — Раазику
- Церковь Харью-Мадизе et:Harju-Madise kirik — Мадизе
- Петровская церковь (Хеймтали) et:Heimtali Peetri kirik — Хеймтали
- Церковь Хелме et:Helme kirik — Хелме (руины)
- Церковь Хяэдемеэсте et:Häädemeeste Mihkli kirik — Хяэдемеэсте
- Церковь Экси et:Äksi kirik — Экси
- Церковь Элва et:Elva kirik — Элва
- Церковь Эммасте et:Emmaste kirik — Эммасте
- Часовня Эску et:Esku kabel — Эску
- Церковь Юри et:Jüri kirik — Юри (Эстония)
- Церковь Юуру et:Juuru kirik — Юуру
- Церковь Ярва-Яани et:Järva-Jaani kirik — Ярва-Яани
- Церковь Ямая et:Jämaja kirik — Ямая
- Церковь Святого Павла (Ярваканди) et:Järvakandi Pauluse kirik — Ярваканди

## Разрушенные лютеранские церкви
- Собор св. Николая - Пярну
- Церковь в Уулу
- Церковь св. Петра - Нарва
- Церковь в Кясуконна
- Церковь святого Михаила - Нарва
- Собор святого Иоанна - Нарва
- Церковь святой Марии - Нарва-Йыэсуу
- Лютеранская церковь в Мерикюла
- Лютеранская церковь в Ансекюла
- Церковь святого Духа - Тарту
- Часовня святого Михаила - Нарва
- Лютеранская церковь в Кыпу, Хийумаа
- Лютеранская церковь в Вайвара
- Церковь святого Петра - Петерристи
- Церковь святой Марии Магдалины - Тарту
- Часовня на старом кладбище в Каламая (до наших дней сохранилась только колокольня) - Таллинн

## В руинах или сильно запущенном, практически разрушенном состоянии
- Церковь святой Марии в Карула
- Церковь святой Марии в Хельме
- Церковь святой Бригитты в монастыре Пирита - Таллинн
- Домский собор святых Петра и Павла - Тарту
- Церковь в Разина
- Старая церковь в Тудулинна
- Православная церковь в Мыйзанурме
- Православная церковь в Кайка
- Православая церковь в Лайузе
- Православная церковь в Тухалаане
- Православная церковь в Лаанеметса
- Православная церковь в Мехикоорма
- Православная церковь в Кастолатси
- Православная церковь в Мааритса

## Римско-Католическая Церковь
- Церковь святой Марии - Тарту
- Церковь святого Духа - Валга
- Кафедральный собор святых Петра и Павла - Таллинн

## Разрушенные католические церкви
- Церковь святого Антония - Нарва
- Католическая церковь в Раквере
- Католическая церковь в Силламяэ